# Annemarie Snijder-van den Eerenbeemt

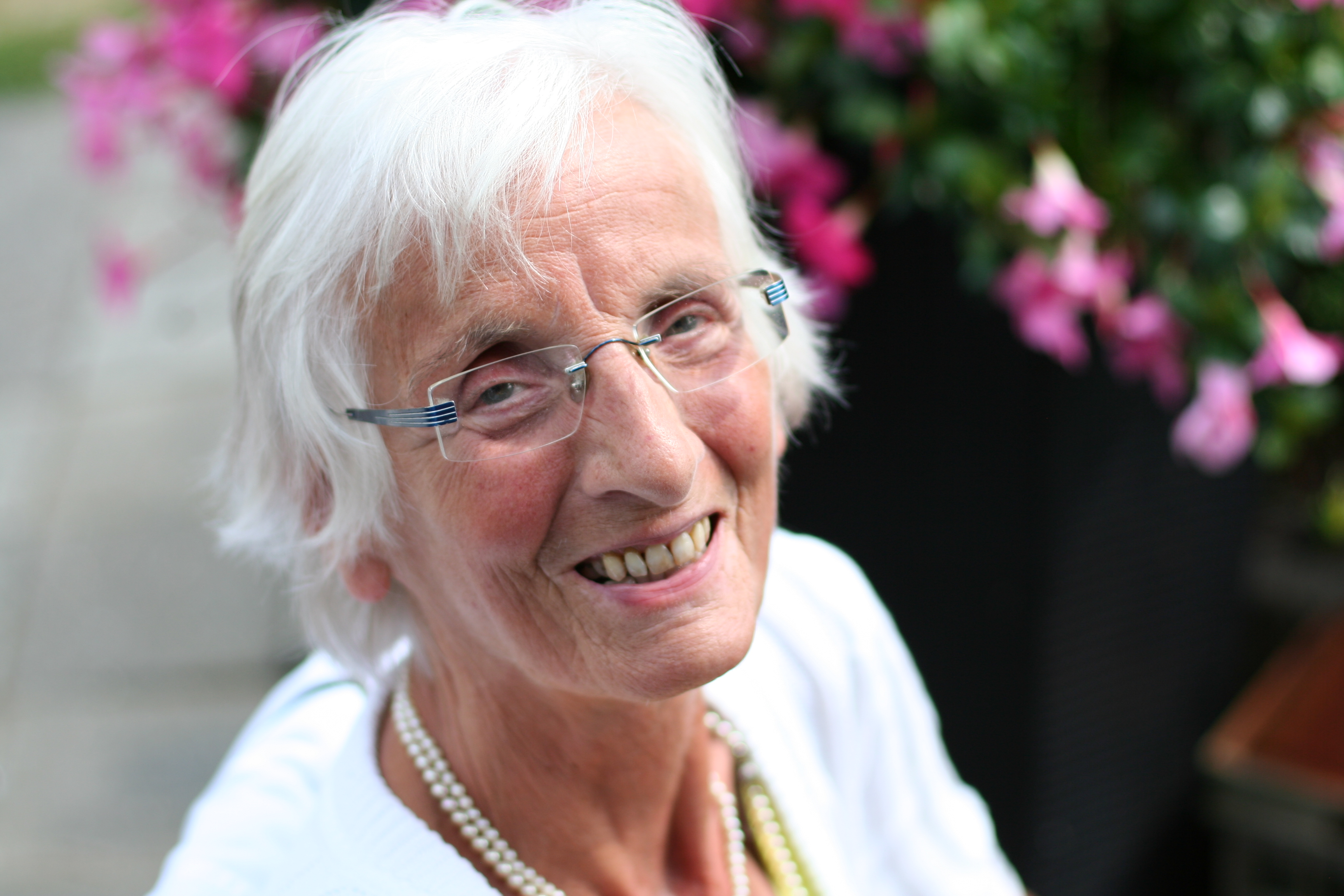
Annemarie Snijder - van den Eerenbeemt

Annemarie Snijder-van den Eerenbeemt (Vught, 14 september 1938 – Soest, 2 augustus 2021) was een Nederlandse psycholoog, psychotherapeut, filosoof, auteur en redacteur. Zij was werkzaam in haar eigen praktijk voor individuele cliëntgerichte psychotherapie, relatietherapie en coaching, en daarnaast 10 jaar eindredacteur van het Tijdschrift Cliëntgerichte Psychotherapie. Voor haar bijdrage aan de wetenschap in die laatste hoedanigheid ontving zij op 1 maart 2013 het erelidmaatschap van de VCgP (nu VPeP, Vereniging Persoonsgerichte Experiëntiële Psychotherapie) en de onderscheiding Ridder in de Orde van Oranje Nassau. 

## Opleiding
Na een gekortwiekte periode op de kleuterschool vanwege WO II kwam zij op de MMS, gevolgd door het Staatsexamen Gymnasium A. Het doctoraal psychologie werd gehaald in Nijmegen in 1968. De doctoraalscriptie ging over "waan en werkelijkheid", waarin de waan geduid werd als een noodsprong voor mensen waarvan het eigen verhaal niet werd gehoord, en die op deze vereenzaamde manier een levensverhaal maakten waarin ze zich konden neerzetten. De waan als een stoornis in het ‘Mitsein’, zoals Heidegger het beschrijft, de waan als een sleutel tot een opgesloten werkelijkheid. Zij volgde daarna nog een tweetal postdoctorale opleidingen: van 1971 tot 1973 ‘Rogeriaanse therapie’, de huidige cliëntgerichte psychotherapie, en van 1973 tot 1977 de opleiding groepspsychotherapie. Zij werd door meerdere verenigingen erkend als supervisor, leertherapeut en opleider. In 2006 behaalde zij haar Master Wijsbegeerte van Sociale Wetenschappen aan de Rijksuniversiteit Groningen.

## Werk

### Psycholoog / psychotherapeut
- 1968-1970, Nijmegen. Observatiehuis voor kinderen van 4–12 jaar, Diagnostiek en Therapie.
- 1968-1970, Nijmegen. Docent opleiding A-verpleging Academisch Ziekenhuis.
- 1968-1970, St. Michielsgestel. Beroepskeuze- en begeleidingsonderzoeken bij dove kinderen van 4–18 jaar bij het Instituut voor Doven, mede ten behoeve van de update van de ‘niet-verbale intelligentie test’ van Prof.dr. J. Snijders te Groningen.
- 1970-1974, Groningen. Docent opleiding B-verpleging Academisch Ziekenhuis Groningen. JAC (Jongeren Advies Centrum) Crisisinterventies, individuele en groepspsychotherapie. Dit laatste was vrijwilligerswerk.
- 1973-1974, Veendam. Selectie- en begeleidingsonderzoeken voor de LOM school.
- 1973-1974, Groningen. Tehuis voor Ongehuwde Moeders. Diagnostiek, therapie, begeleiding en opleiding groepsleidsters.
- 1974-1977, Centrum voor Studietherapie van de Rijksuniversiteit Groningen: consultatie, training, individuele en groepstherapieën.
- 1974-1999, Groningen. Enige uren per week werkzaam bij de Stichting Stimezo te Groningen: counseling, begeleiding van de beslissingen en verwerking van een ondergane abortus. Daarnaast training geven aan de medische staf en de verpleegkundigen in gespreksvoering.
- 1978-1992, Groningen. Het leiden van een ‘ervaringsgroep’ van de arts/assistenten psychiatrie op het Academisch Ziekenhuis te Groningen, het huidige UMCG.
- 1977-2018, Roden. Privépraktijk voor psychotherapie, bestaande uit individuele psychotherapieën, leertherapieën, relatietherapieën, groepspsychotherapieën, supervisies, coaching en losse consulten.

### Auteur/redacteur
- 1998-2002, Redactielid van het TCGP (Tijdschrift voor Cliëntgerichte Psychotherapie, nu Tijdschrift Persoonsgerichte Experiëntiële Psychotherapie, tPeP).
- 2002-2012, Eindredacteur TCGP.